# The Feminine Touch
The Feminine Touch é um filme estadunidense de 1941 dirigido por W. S. Van Dyke, e estrelado por Rosalind Russell e Don Ameche.

## Elenco
- Rosalind Russell ...Julie Hathaway
- Don Ameche ...Prof. John Hathaway
- Kay Francis ...Nellie Woods
- Van Heflin ...Elliott Morgan
- Donald Meek ...Capt. Makepeace Liveright
- Gordon Jones ...Rubber-Legs Ryan
- Henry Daniell ...Shelley Mason
- Sidney Blackmer ...Freddie Bond
- Grant Mitchell ...Dean Hutchinson
- David Clyde ...Brighton
- Julie Gibson ...canta I'm Jealous